# Coroa islandesa
Coroa islandesa (em islandês:  sing. króna, pl. krónur; código: ISK), oficialmente coroa da Islândia, é a moeda corrente na Islândia. O nome está de certa forma relacionado ao de outras moedas dos países nórdicos, como a coroa sueca e a coroa norueguesa. É subdividida em 100 aurar (plural de eyrir).

A moeda foi introduzida pela primeira vez em 1874 em substituição ao rigsdaler dinamarquês, moeda que foi corrente na Dinamarca até 1873. Com a dissolução da União Monetária Escandinava, no começo da Primeira Guerra Mundial, e a autonomia da Islândia, em 1918, a coroa islandesa foi separada da coroa dinamarquesa.
Em 1981, o valor da moeda foi reavaliado de modo que 100 coroas antigas passaram a valer 1 coroa nova, com a mesma subdivisão de 100 aurar.
A economia islandesa opera quase sem utilizar moedas. Isto se deve ao fato de que a Islândia possui uma das maiores quantidades per capita de computadores, o que faz grande parte das transações ocorrer de forma eletrônica. Outro fato é que as notas não favorecem a transação de altos valores, num país em que os custos são altos. Um jantar pode facilmente custar mais que 5 000 coroas, sendo que a nota de maior valor é de 10 000 coroas.